# Марено-ди-Пьяве
Марено-ди-Пьяве (итал. Mareno di Piave) — коммуна в Италии, располагается в провинции Тревизо области Венеция.
Население составляет 7870 человек, плотность населения составляет 291 чел./км². Занимает площадь 27 км². Почтовый индекс — 31010. Телефонный код — 0438.
Покровителями коммуны почитаются святые апостолы Пётр и Павел, празднование 29 июня.
Соседние коммуны: Чимадольмо, Конельяно, Сан-Вендемиано, Санта-Лучия-ди-Пьяве, Спрезиано, Ваццола.